# Tennis Napoli Cup (doppio maschile)
Questo è un elenco delle finali del doppio maschile della Tennis Napoli Cup.
| Anno       | Campioni                                 | Finalisti                                | Punteggio                  |
| ---------- | ---------------------------------------- | ---------------------------------------- | -------------------------- |
| 1953       | Wladyslaw Skonecki George Worthington    | Rolf Göpfert Horst Hermann               | 3–6, 6–3, 6–2, 6–3         |
| 1954       | Non disputato                            | Non disputato                            | Non disputato              |
| 1955       | Arthur Larsen Hugh Stewart (1)           | Nicola Pietrangeli Orlando Sirola        | 2–6, 10–8, 3–6, 6–3, 6–2   |
| 1956       | Abe Segal Hugh Stewart (2)               | Arthur Larsen Luis Ayala                 | 6–3, 4–6, 6–1, 7–5         |
| 1957       | Sven Davidson Ulf Schmidt                | Bitti Bergamo Giorgio Fachini            | 7–5, 6–3, 6–3              |
| 1958       | Nicola Pietrangeli Orlando Sirola        | Mervyn Rose Warren Woodcock              | 4–6, 6–3, 6–4, 6–1         |
| 1959       | Neale Fraser (1) Roy Emerson (1)         | Nicola Pietrangeli Orlando Sirola        | 11–13, 3–6, 10–8, 6–1, 6–1 |
| 1960       | Non disputato                            | Non disputato                            | Non disputato              |
| 1961       | Neale Fraser (2) Roy Emerson (2)         | Nicola Pietrangeli Orlando Sirola        | 6–3, 6–4, 6–0              |
| 1962       | Fred Stolle (1) Warren Woodcock          | Neale Fraser John Gavan Fraser           | 6–4, 4–6, 5–7, 6–4, 6–3    |
| 1963       | Ken Fletcher Robert Howe                 | Eduardo Soriano Sergio Tacchini          | 6–2, 5–7, 6–1, 6–4, 9–7    |
| 1964       | Fred Stolle (2) Bob Hewitt               | Nicola Pietrangeli Sergio Tacchini       | 11–9, 6–3                  |
| 1965       | Jean-Claude Barclay Sergio Tacchini      | Giuseppe Merlo Martin Mulligan           | 8–6, 6–1                   |
| 1966       | Bill Bowrey (1) Owen Davidson (1)        | Marty Riessen Clark Graebner             | p.r.                       |
| 1967       | Bill Bowrey (2) Owen Davidson (2)        | Gaetano Di Maso Marco Gilardelli         | 6–2, 2–6, 6–1              |
| 1968       | Marty Riessen Allan Stone                | John Alexander Dick Crealy               | 13–11, 1–6, 8–10, 6–3, 6–4 |
| 1969       | Željko Franulović Ion Țiriac             | Nicola Pietrangeli Martin Mulligan       | 5–7, 6–2, 10–10 rit.       |
| 1970       | Ilie Năstase František Pála              | Martin Mulligan Nicholas Kalogeropoulos  | 6–3, 6–1                   |
| 1971- 1974 | Non disputato                            | Non disputato                            | Non disputato              |
| 1975       | Vincenzo Franchitti Pietro Marzano       | Ezio Di Matteo Piero Toci                | 6–2, 6–3                   |
| 1976- 1977 | Non disputato                            | Non disputato                            | Non disputato              |
| 1978       | Miguel Mir Augustin Moreno               | Stanislav Birner Peter McNamara          | 6–2, 5–7, 6–1              |
| 1979       | Max Hurlimann Jan Simbera                | Miguel Mir Salomon Velasco               | 6–4, 4–6, 7–5              |
| 1980       | Terry Rocavert Vladimír Zedník           | Florin Segărceanu Andrei Dirzu           | 6–2, 6–0                   |
| 1981       | Ricardo Acuña Ramiro Benavides           | Alejandro Pierola Ricardo Rivera         | 6–1, 6–1                   |
| 1982- 1994 | Non disputato                            | Non disputato                            | Non disputato              |
| 1995       | Stefano Pescosolido Vincenzo Santopadre  | Kent Kinnear Jack Waite                  | 6–1, 3–6, 6–3              |
| 1996       | Omar Camporese Diego Nargiso             | Ģirts Dzelde Tomas Nydahl                | 3–6, 6–4, 7–6              |
| 1997       | Aleksandar Kitinov Tom Vanhoudt          | Tomás Carbonell Francisco Roig           | 7–6, 6–4                   |
| 1998       | Massimo Bertolini (1) Devin Bowen        | Tamer El Sawy Gábor Köves                | 7–6, 6–2                   |
| 1999       | Marcos Ondruska Jack Waite               | Massimo Bertolini Cristian Brandi        | 6–4, 7–6                   |
| 2000- 2001 | Non disputato                            | Non disputato                            | Non disputato              |
| 2002       | Gabriel Trifu Vladimir Volčkov           | Leonardo Olguín Martín Vassallo Argüello | 7–5, 7–6(5)                |
| 2003       | Massimo Bertolini (2) Giorgio Galimberti | Amir Hadad Christophe Rochus             | 2–6, 7–5, 6–4              |
| 2004       | Tomas Behrend Giorgio Galimberti         | Michal Tabara Jiří Vaněk                 | 6–1, 6–3                   |
| 2005       | Janko Tipsarević Jiří Vaněk              | Massimo Bertolini Uros Vico              | 3–6, 6–4, 6–2              |
| 2006       | Tomáš Cibulec Łukasz Kubot               | Simone Bolelli Fabio Fognini             | 7–5, 4–6, [10–7]           |
| 2007       | Flavio Cipolla Marcel Granollers         | Marco Crugnola Alessio Di Mauro          | 6–4, 6–2                   |
| 2008       | Tomáš Cibulec Jaroslav Levinský          | Frederico Gil Luis Horna                 | 6–1, 6–3                   |
| 2009       | Pablo Cuevas David Marrero               | Lukáš Rosol Frank Moser                  | 6–4, 6–3                   |
| 2010       | Dustin Brown Jesse Witten                | Rohan Bopanna Aisam-ul-Haq Qureshi       | 7–6(4), 7–5                |
| 2011       | Travis Rettenmaier Simon Stadler         | Travis Parrott Andreas Siljeström        | 6–4, 6–4                   |
| 2012       | Laurynas Grigelis Alessandro Motti       | Rameez Junaid Igor Zelenay               | 6–4, 6–4                   |
| 2013       | Potito Starace Stefano Ianni             | Alessandro Giannessi Andrey Golubev      | 6–1, 6–3                   |
| 2014       | Non disputato                            | Non disputato                            | Non disputato              |
| 2015       | Ilija Bozoljac Filip Krajinović          | Nikoloz Basilašvili Alexander Bury       | 6–1, 6–2                   |
| 2016       | Gero Kretschmer Alexander Satschko       | Matteo Donati Stefano Napolitano         | 6–1, 6–3                   |
| 2017- 2020 | Non disputato                            | Non disputato                            | Non disputato              |
| 2021       | Dustin Brown Andrea Vavassori            | Mirza Bašić Nino Serdarušić              | 7–5, 7–6(5)                |